# 25-й егерский полк
25-й егерский полк

## Формирование полка
Сформирован в 1806 г. из рот Екатеринбургского пехотного полка. По упразднении егерских полков 28 января 1833 г. все три батальона были присоединены к Углицкому пехотному полку. Старшинство полка сохранено не было.

## Кампании полка
Оба действующих батальона состояли в 5-й пехотной дивизии 1-го отдельного пехотного корпуса; гренадерская рота 2-го батальона состояла во 2-м сводно-гренадерском батальоне той же дивизии; эти батальоны приняли участие во многих делах Отечественной войны и Заграничных походах. Запасной батальон находился в гарнизоне Риги.

## Места дислокации
1820 — Кашин Тверской губернии, второй батальон — в Слободско-Украинской губернии, при поселенной 2-й Уланской дивизии

## Знаки отличия полка
Из знаков отличия 25-й егерский полк имел две серебряные трубы с надписью «За отличие при поражении и изгнании неприятеля из пределов России в 1812 году», пожалованные 13 апреля 1813 г.; эти трубы были сохранены в Углицком полку.

## Шефы полка
- 23.06.1806 — 22.07.1808 — полковник Вуич, Николай Васильевич 1-й
- 22.07.1808 — 30.07.1812 — полковник Денисьев, Степан Васильевич

## Командиры полка
- 09.12.1806 — 26.12.1807 — подполковник (с 12.12.1807 полковник) Марков
- 25.04.1808 — 01.01.1810 — подполковник Чистяков, Тихон Иванович
- 04.08.1811 — 01.10.1814 — майор (с 18.10.1812 подполковник, с 27.05.1813 полковник) Ветошкин, Михаил Михайлович
- 03.01.1815 — 12.09.1820 — полковник Крыжановский, Андрей Иванович
- 12.09.1820 — 28.03.1823 — подполковник Ломан, Роман
- 28.03.1823 — ? — подполковник Киселевский (Михаил Иванович?)